# جبل سينيري
جبل سينيري هو بركان يمكن أن تكون نشط في هولندا. وقبة حممه البركانية تشكل قمة البركان الطبقي لجزيرة سابا. على ارتفاع 887 متراً (2.910 قدم)، وهو أعلى نقطة في كل مملكة الأراضي المنخفضة، ومنذ تفكك جزر الأنتيل الهولندية يوم 10 أكتوبر عام 2010 وجبل سينيري يعتبر أعلى نقطة في هولندا.
بركان سابا قد يكون خطير، وكان آخر ثوران له حوالي عام 1640، وشمل ذلك تفجيرات وتدفقات الحمم البركانية.

## معرض الصور

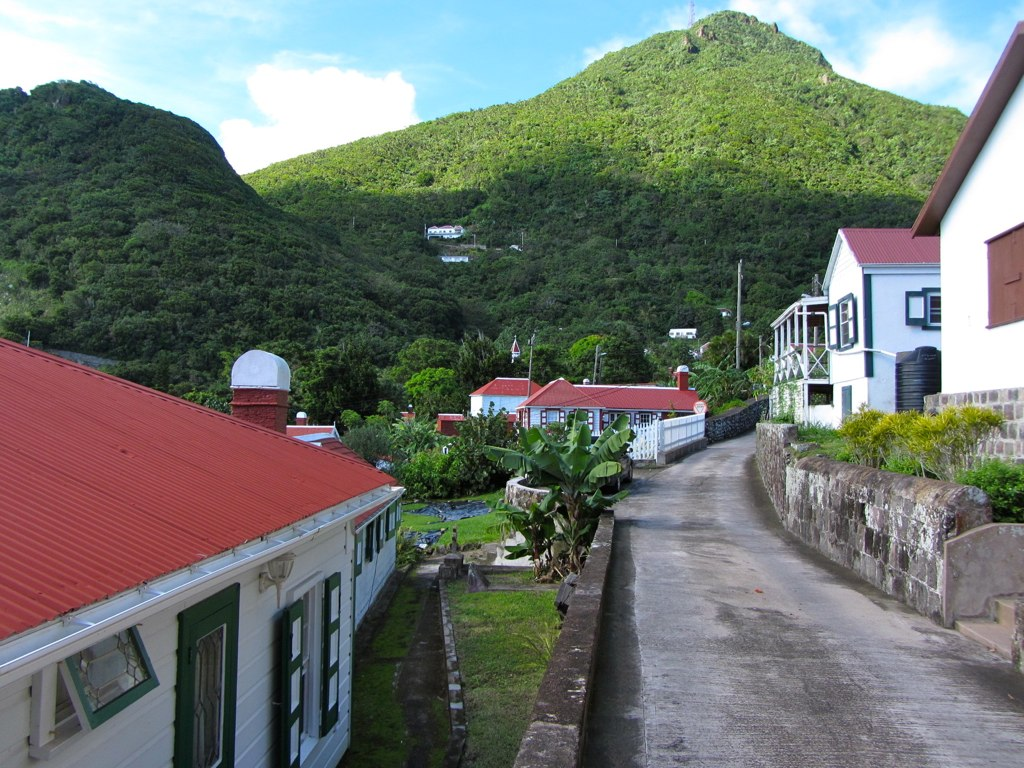
شارع في قرية ويندوأردسايد مع جبل سينيري في الخلف.
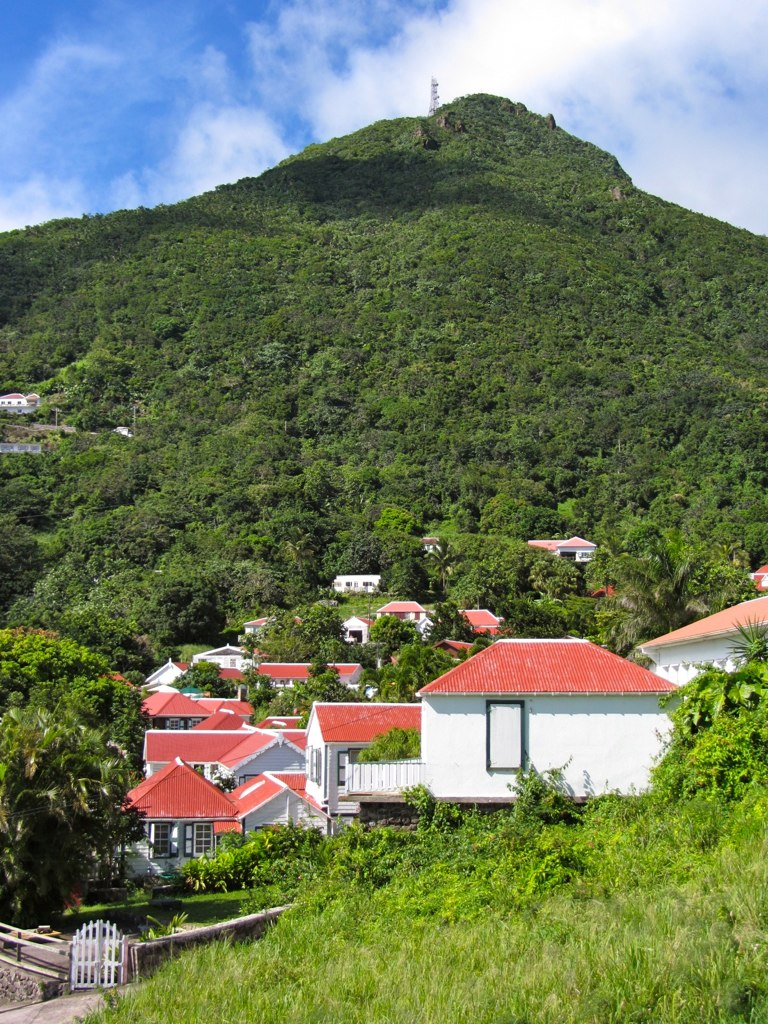
قمة جبل سينيري
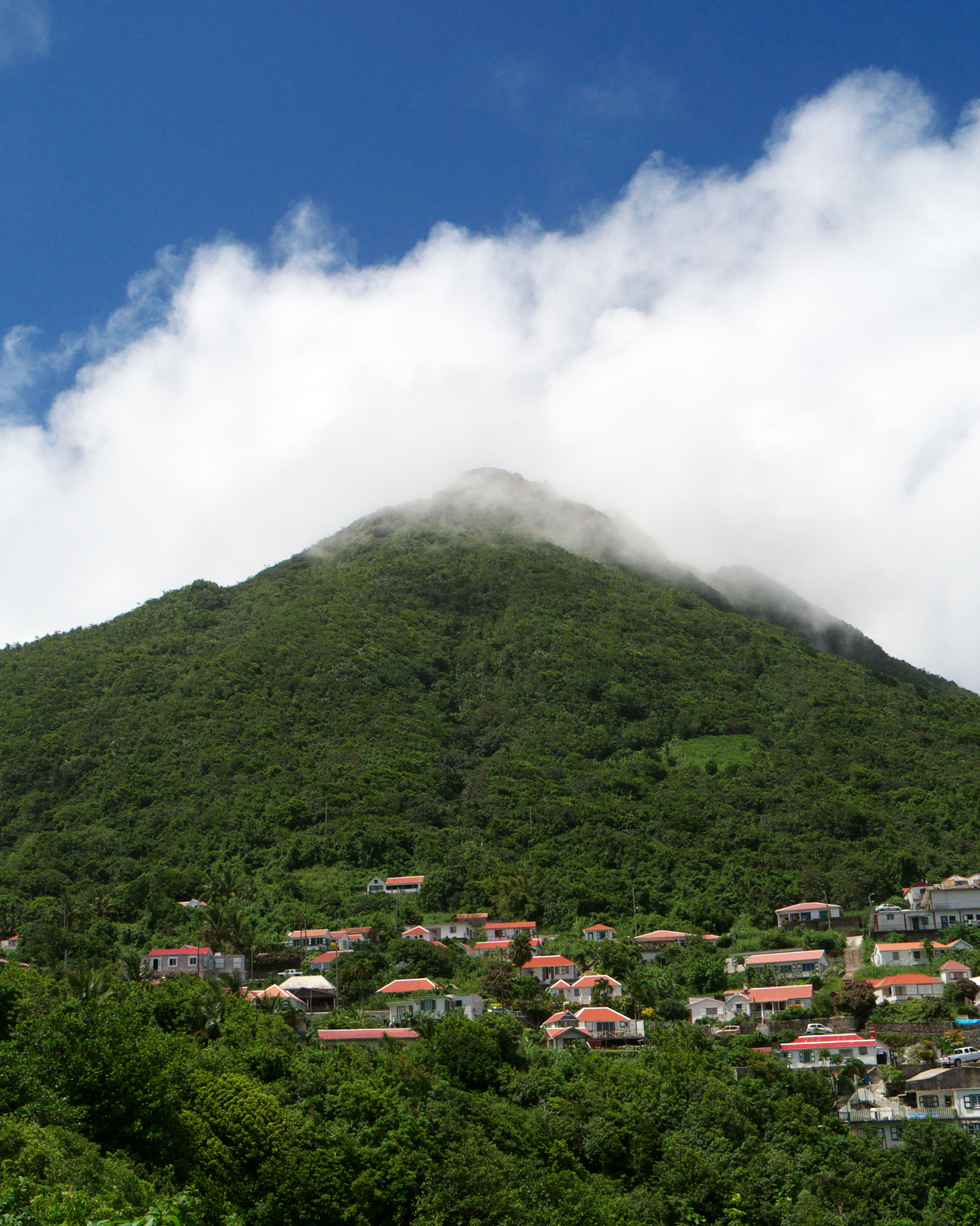
جبل سينيري بين الغيوم
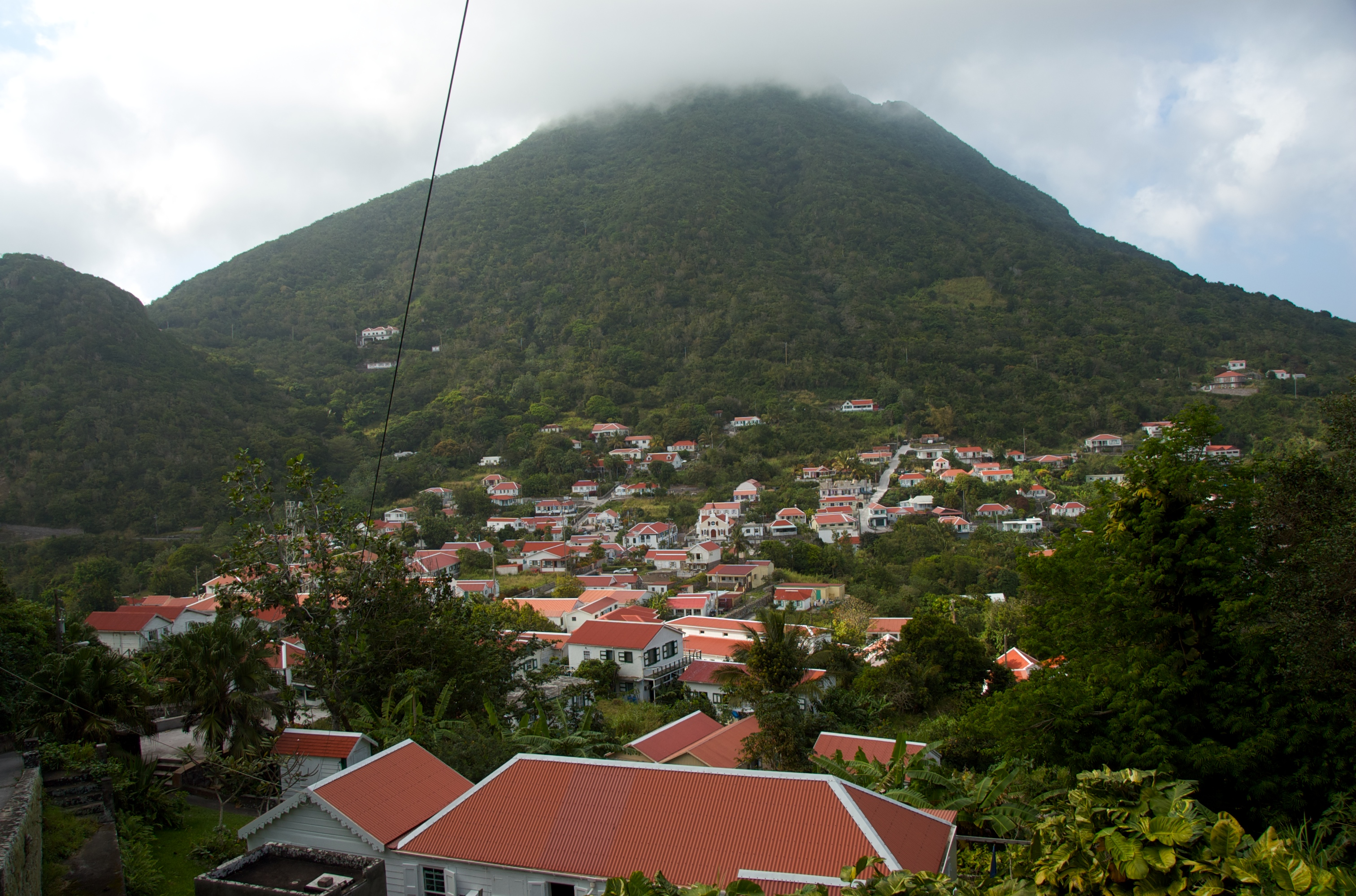
صورة توضح القرية في اسفل جبل سينيري
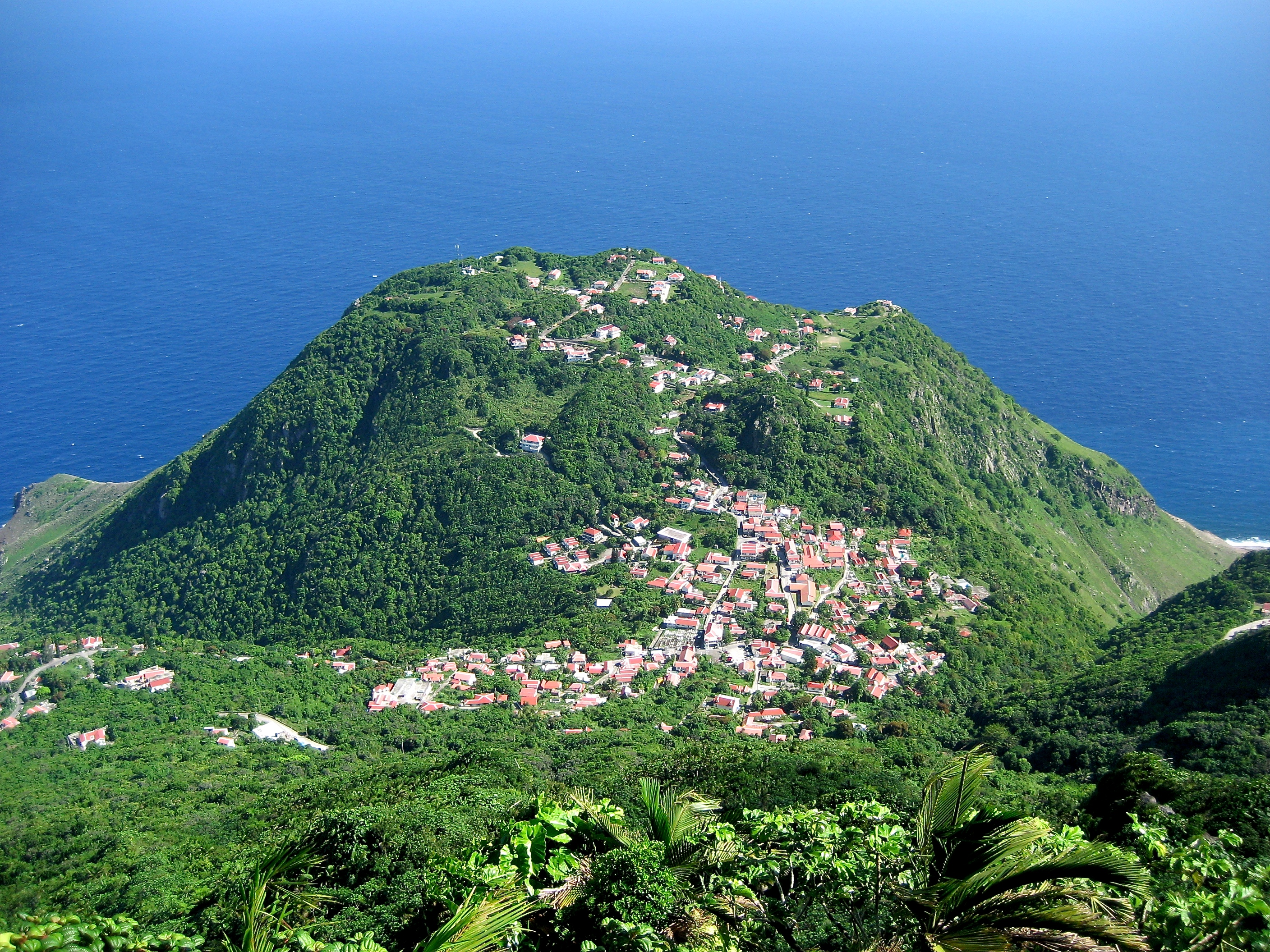
صورة لجبل سينيري والقرية في مقدمته